# Hellimer
Hellimer é uma comuna francesa na região administrativa de Grande Leste, no departamento de Mosela. Estende-se por uma área de 10,42 km². Em 2010 a comuna tinha 544 habitantes (densidade: 52,2 hab./km²).